# Nos années miraculeuses (mini-série)
Nos années miraculeuses (au Québec Nos merveilleuses années) est une série télévisée allemande en six épisodes réalisée en 2020 par Elmar Fischer et basée sur le roman de Peter Prange. Elle est diffusée pour la première fois le 11 mars 2020 sur ARDmediathek et est diffusée en France sur Chérie 25 à partir du 24 septembre 2022.

## Synopsis
En 1948, à Altena dans l'Allemagne d'après-guerre, le fabricant de produits métalliques Eduard Wolf, vit avec sa femme et leurs trois filles.
L'ainée, Margot, est mariée au SS Hauptsturmfuhrer Fritz Nippert, disparu à la fin de la guerre, et avec qui elle a un fils.
Gundel, a des idées pour relever l'entreprise familiale mais son père n'est pas prêt à l'écouter. La benjamine, Ulla, aimerait étudier la médecine, mais son père veut qu'elle lui succède à la tête de l'entreprise. À Altena comme ailleurs en Allemagne, la dénazification est en cours, mais beaucoup de zones d'ombres restent à éclaircir.
Au retour de son mari, évadé des camps de prisonnier, Margot se fâche avec sa famille et quitte ses parents avec son mari et son fils.

## Tournage

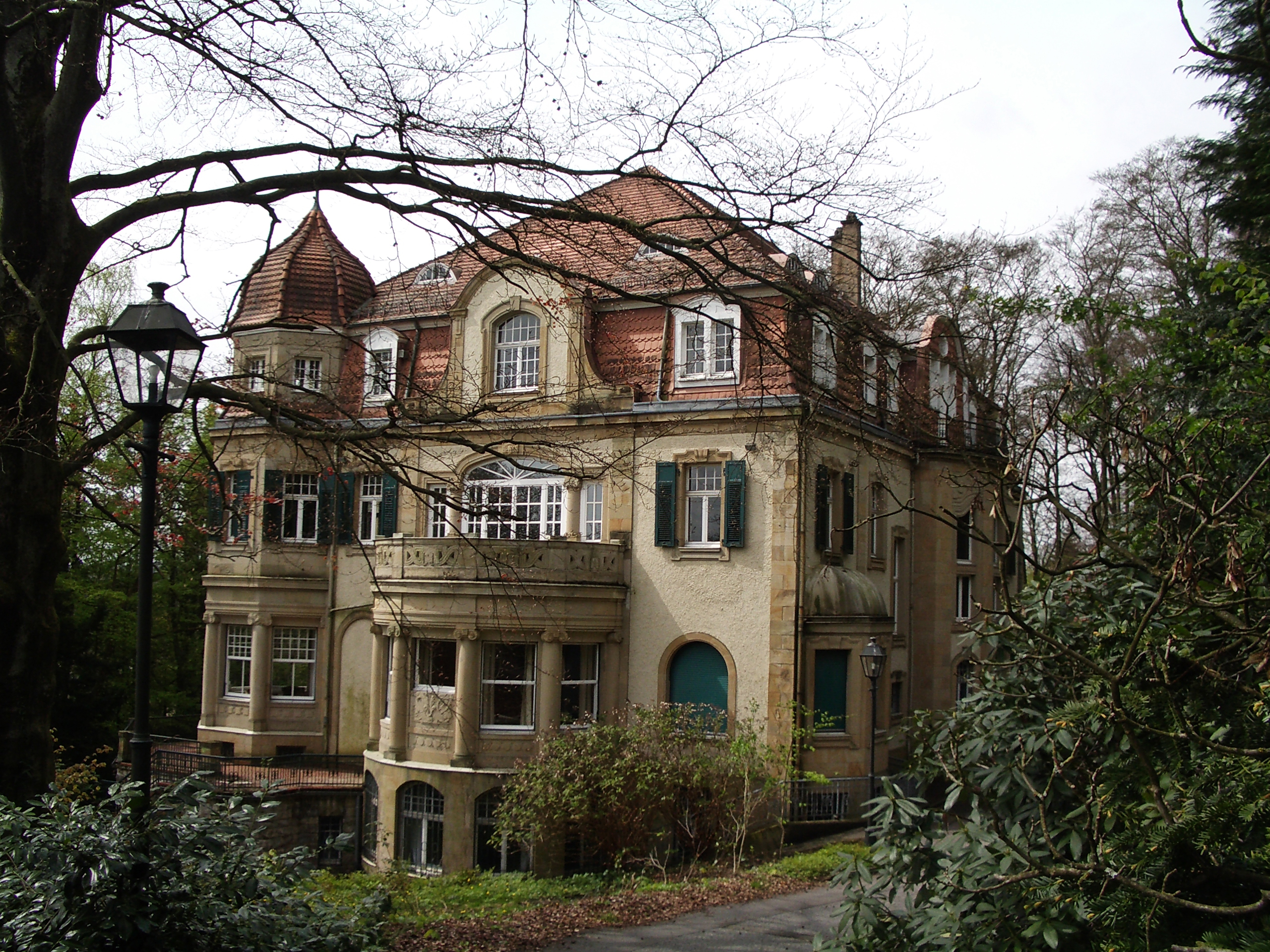
Haus Kerberg à Gummersbach, la maison de la famille Wolf

La série est tournée en juillet 2019 en Rhénanie du Nord-Westphalie et en République tchèque. Les scènes principales sont filmées au château d'Altena et à la forge Hendrichs à Solingen. Le musée du chemin de fer de Dieringhausen a figuré la gare d'Altena. Les scènes du tribunal militaire britannique ont été filmées à Castle Burg, et de nombreuses scènes de rue dans la vieille ville de Pilsen.

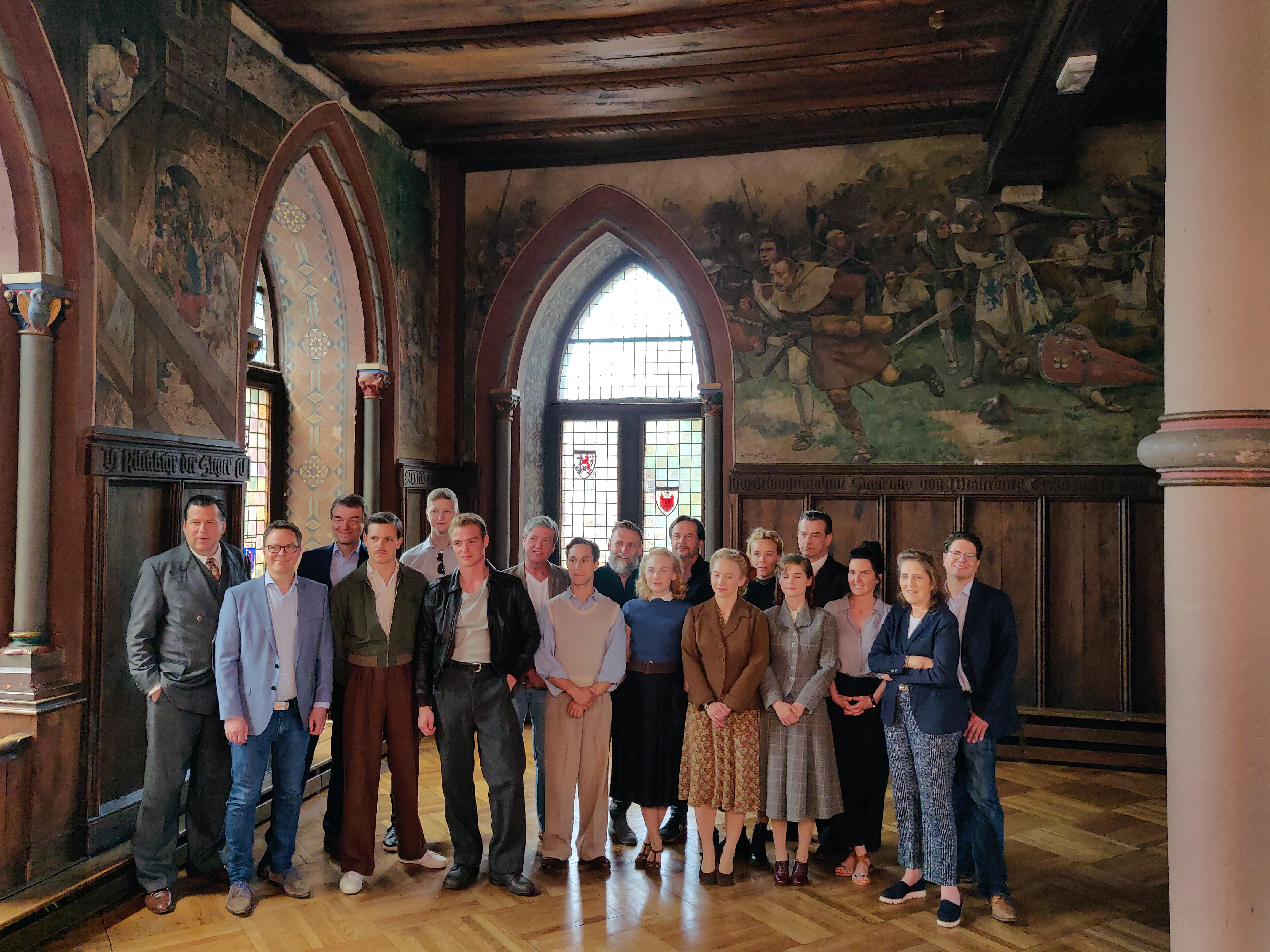
Équipe de la série sur le tournage à Castle Burg an der Wupper

## Distribution
- Elisa Schlott : Ulla Wolf
- Vanessa Loibl : Gundel Wolf
- Anna Maria Mühe : Margot Nippert
- Katja Riemann : Christel Wolf
- Thomas Sarbacher : Eduard Wolf
- Hans-Jochen Wagner : Walter Böcker
- David Schütter : Tommy Weidner
- Franz Hartwig : Benno Krasemann
- Ludwig Trepte : Jürgen Vielhaber
- Rafi Guessous : Julius Rosen
- Piet Fuchs : Alfred Mücke
- Christian Maria Goebel : Prof. Klaus Autenrieth
- Tim Williams : Commander Jones
- Bernd-Christian Althoff : Fritz Nippert
- Damian Hardung : Winne
- Leander Floren : Winne

## Littérature
- Peter Prange: Unsere wunderbaren Jahre. Ein deutsches Märchen. Fischer-Scherz, Frankfurt am Main 2016,  (ISBN 978-3-651-02503-5).